# 小行星8492
小行星8492（8492 Kikuoka）是一颗围绕太阳公转的小行星。1990年1月21日，關勉在藝西天文台发现了此天体。
該小行星以日本天文館教育工作者菊岡秀多命名。
这颗小行星的绝对星等为107.89645等。